# Pronophila thelebe
Pronophila thelebe är en fjärilsart som beskrevs av Doubleday 1849. Pronophila thelebe ingår i släktet Pronophila och familjen praktfjärilar. Inga underarter finns listade i Catalogue of Life.